# Dorosoma chavesi
Dorosoma chavesi är en fiskart som beskrevs av Meek, 1907. Dorosoma chavesi ingår i släktet Dorosoma och familjen sillfiskar. Inga underarter finns listade i Catalogue of Life.
Denna fisk blir upp till 18 cm lång. Kännetecknande för arten är en mörk fläck bakom gälöppningen och en lång sista fenstråle vid ryggfenan.
Arten förekommer i Managuasjön och Nicaraguasjön samt i angränsande floder i västra Nicaragua och nordvästra Costa Rica. Utbredningsområdet ligger i låglandet upp till 50 meter över havet. Födan utgörs av fytoplankton och zooplankton.
Fiske på Dorosoma chavesi förekommer i mindre skala. Konstruktionen av en påtänkt kanal kan påverka beståndet negativt. Introduceringen av främmande fiskar av släktet Oreochromis under 1980-talet medförde att andra inhemska fiskar i regionen blev utrotningshotade. Hur dessa fiskar påverkar Dorosoma chavesi är inte känd men de kan utgöra ett hot. IUCN listar arten som nära hotad (NT).